# IATA 공항 코드
IATA 공항 코드는 IATA 위치 판별자(location identifier)라고도 알려져 있으며, IATA 역 코드 또는 단순히 위치판별자라고도 한다. 

## 개요
이것은 세 문자 코드로 구성되어 있으며, 세계의 모든 공항이 IATA에 의해 중복되지 않게 코드를 부여받는다. 
이러한 것들은 체크인 데스크에서 짐을 부치는 짐표 등에 지속적으로 노출되어 사용되고 있다. 예를 들면, 김포공항은 GMP, 인천국제공항은 ICN과 같은 형식이다.
이러한 코드 부여는 IATA 규정 763에 의해 통제되며, 몬트리올에 있는 IATA 본부에서 통제된다. 이 코드들은 2년마다 IATA 항공 코드부여 디렉토리에서 출판된다. 이러한 코드들은 한번 부여되면 중복되지 않으며, 폐기된 코드들은 일정 기간이 지나면 재사용된다. 캐나다와 같은 많은 나라들은 공식 항공 업무에서 IATA 코드를 더 이상 사용하지 않는다. 
IATA에서는 또한 철도역과 항공 업무에 대한 코드를 제공하기도 한다. IATA에 의해 정비된 공항 목록과 철도역 목록 참조. 이 철도역 목록은 주로 항공편과 연계된 철도역에 한 해 제공을 한다. 암트랙, 프랑스 철도, 독일 철도, 탈리스 인터내셔날, 스위스 철도가 그 예이다. 미국과 캐나다에서만 사용되는 암트랙 전용 암트랙 철도역 코드 목록 같은 독립된 것도 존재한다.

## 참고
1. IATA Coding System
2. IATA Memorandum SKED457, see Item 6.1.4
3. IATA Airline Coding Directory

## 같이 보기
- 항공사 코드
- 지오코드([[:en:Geocode]|영어판]])
- ICAO 공항 코드
- UN/LOCODE